# Hoji Ya Henda
Hoji Ya Henda – miasto w Angoli, w prowincji Luanda.